# Картамиська сільська рада
Картами́ська сільська́ ра́да — адміністративно-територіальна одиниця та орган місцевого самоврядування в Первомайському районі Харківської області. Адміністративний центр — село Картамиш.

## Загальні відомості
Картамиська сільська рада утворена в 1992 році.
- Територія ради: 56,85 км²
- Населення ради: 519 осіб (станом на 2018 рік)
- Територією ради протікає річка Берека.

## Населені пункти
Сільській раді підпорядковані населені пункти:
- с. Картамиш
- с. Крутоярка
- с. Лозівське
- с. Миколаївка
- с. Степове

## Склад ради
Рада складається з 14 депутатів та голови.
- Голова ради: Волошина Любов Іванівна

### Керівний склад попередніх скликань
| Прізвище, ім'я, по батькові | Основні відомості                                                 | Дата обрання | Дата звільнення |
| --------------------------- | ----------------------------------------------------------------- | ------------ | --------------- |
| Волошина Любов Іванівна     | Сільський голова, 1954 року народження, освіта вища               | 26.03.2006   | 31.10.2010      |
| Волошина Любов Іванівна     | Сільський голова, 1954 року народження, освіта вища, позапартійна | 31.10.2010   | 31.03.2015      |
| Цьома Галина Вікторівна     | Сільський голова, 1970 року народження, освіта вища.              | 10.11.2015   |                 |

Примітка: таблиця складена за даними сайту Верховної Ради України

### Депутати
За результатами місцевих виборів 2010 року депутатами ради стали:

#### За округами
| № округу                                                | Прізвище, ім'я, по батькові   | Дата визнання обраним | Освіта             | Партійна приналежність | Відомості про обраного депутата                            |
| ------------------------------------------------------- | ----------------------------- | --------------------- | ------------------ | ---------------------- | ---------------------------------------------------------- |
| Партія регіонів                                         |                               |                       |                    |                        |                                                            |
| 2                                                       | Садик Геннадій Миколайович    | 05.11.2010            | середня            | член Партії регіонів   | ТОВ СВП Картамиш, водій                                    |
| 3                                                       | Чернова Лілія Миколаївна      | 05.11.2010            | вища               | член Партії регіонів   | ТОВ СВП Картамиш, головний бухгалтер                       |
| 5                                                       | Матвійчук Світлана Павлівна   | 15.07.2013            | середня спеціальна | член Партії регіонів   | Картамиська сільська рада, головний бухгалтер              |
| 6                                                       | Гойко Любов Анатоліївна       | 05.11.2010            | середня            | член Партії регіонів   | Первомайський террайцентр, соц.працівник                   |
| 7                                                       | Індикова Валентина Сергіївна  | 17.01.2011            | вища               | член Партії регіонів   | студент                                                    |
| 8                                                       | Чубукіна Тетяна Олексіївна    | 05.11.2010            | вища               | позапартійна           | Картамиська загальноосвітня школа, директор                |
| 9                                                       | Козлов Юрій Олексійович       | 05.11.2010            | середня            | член Партії регіонів   | ТОВ СВП Картамиш, механізатор                              |
| 10                                                      | Ускова Ніна Іванівна          | 05.11.2010            | вища               | позапартійна           | пенсіонер                                                  |
| 12                                                      | Маринова Надія Іванівна       | 05.11.2010            | середня            | член Партії регіонів   | Первомайський терцентр, соціальний працівник               |
| 13                                                      | Плахоніна Валентина Василівна | 05.11.2010            | вища               | позапартійна           | приватний підприємець                                      |
| 14                                                      | Чуйко Наталя Олексіївна       | 05.11.2010            | середня            | член Партії регіонів   | ТОВ СВП Картамиш, різноробоча                              |
| Політична партія Всеукраїнське об'єднання «Батьківщина» |                               |                       |                    |                        |                                                            |
| 4                                                       | Дігтярьова Оксана Миколаївна  | 05.11.2010            | середня спеціальна | позапартійна           | Картамиська загальноосвітня школа, вчитель молодших класів |
| 11                                                      | Захаров Микола Іванович       | 05.11.2010            | середня спеціальна | позапартійний          | ВАТ Харківгаз, слюсар                                      |
| Самовисування                                           |                               |                       |                    |                        |                                                            |
| 1                                                       | Койда Тетяна Володимирівна    | 05.11.2010            | середня            | позапартійна           | тимчасово не працює                                        |